# 槍型太陽望遠鏡
槍型太陽望遠鏡，其特色正如科學美國人這本雜誌在1999年8月所介紹的，是被設計來讓一群人可以同時安全的觀看太陽的一種方法，以培養他們－特別是鼓勵兒童－在天文學上的興趣。通过這種安全的可攜式設備，科學的業餘愛好者和專業人士都可以觀察到太陽黑子。  

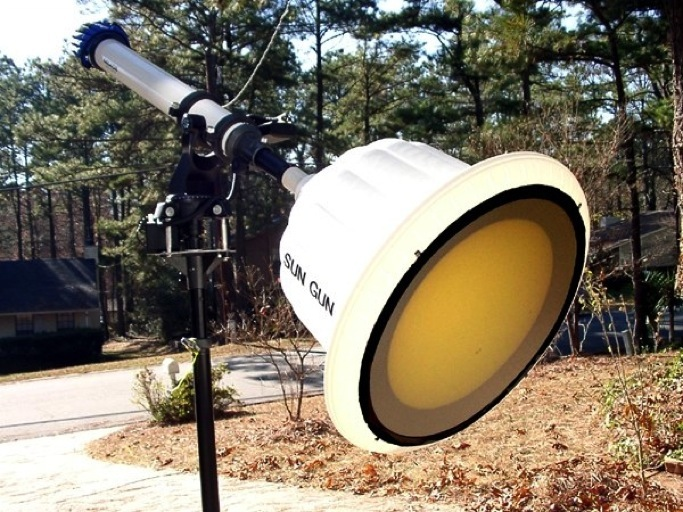
槍型太陽望遠鏡

Bruce Hegerberg設計的槍型太陽望遠鏡是直徑60mm、焦距900mm的光學管，安置在20”的塑膠花栽培器內的3”的PVC，一個實物投影幕放置在花栽培器的頂端。整個太陽槍的設備可以輕易的在當地的五金行購得。望遠鏡本身是來源廣泛的廉價60mm折射望遠鏡。

## 外部連結
- 太陽槍首頁 （页面存档备份，存于）
- Top Gun
- 科學美國人 （页面存档备份，存于）